# Mihai Dăncuș
Mihai Dăncuș (n. Mihail Gr. Dăncuș, la 10 februarie 1942 – d. 31 iulie 2020) a fost un istoric, profesor, etnograf, etnolog, autor și cercetător român, director al Muzeului Maramureșan din Sighetu Marmației, vreme de aproape 35 de ani.
Din anul 1998 a fost profesor asociat al Universității Babeș-Bolyai, predând cursul de Etnografie la Colegiul din Sighet, iar din 2004 a fost profesor și la Universitatea Tehnică din Cluj-Napoca - Centrul Universitar Nord din Baia Mare.

## Biografie
Mihai Dăncuș s-a născut la 10 februarie 1942 în localitatea Botiza, județul Maramureș, într-o familie de preoți greco-catolici într-o veche familie nobiliară maramureșeană atestată documentar în secolul al XIV-lea. Tatăl său a fost Grigore Dăncuș, preot și protopop greco-catolic, iar mama sa a fost Irina Dăncuș. 
A înființat și inaugurat Casa muzeu Dr. Ioan Mihalyi de Apșa, Muzeul culturii și civilizației evreiești din Maramureș – Casa muzeu Elie Wiesel, dar și muzeele sătești de la Săpânța, Vadu Izei, Giulești, Bârsana, Ieud. A realizat numeroase cercetări de teren următoarele satele maramureșene: pe Valea Cosăului (sub conducerea Academicianului Mihai Pop), Poienile Izei, cercetările pentru realizarea Atlasului Etnografic al României, dar și în alte zone ale țării: Moldova, Caraș Severin, Oaș, Dobrogea. 

## Lucrări
- Tematica muzeului Arhitecturii populare maramureșene, București, 1974 (lucrarea de absolvire).
- Zona etnografică Maramureș, Editura Sport-Turism, București, 1986, OCLC 17675559.
- Maramureș, București, Editura Sport-Turism, 1986, OCLC 490308343.
- Sighetul Marmației, Muzeul Etnografic al Maramureșului, București, Ed. Museion, 1995, ISBN: 9789739724517, OCLC 313554004.
- Vernacular Architecture and other values of folk culture to be found in the collections of the Maramures Ethnografic Museum, Cluj-Napoca, Ed. Dacia XXI, 2010, ISBN: 9786066042147, OCLC 843528384.
- Arhitectura vernaculară și alte valori ale cultureii populare în colecțiile muzeului etnografic al Maramureșului, Cluj-Napoca : Ed. Dacia XXI, ISBN: 9786068256870, OCLC 796221872.
- The ethnographic museum of Maramures: values of the folk culture in Maramures, Sighetul Marmației, Ed. Museum of Maramures, 2000, OCLC 1015385111.
- Casa memorială Elie Wiesel: muzeul culturii evreiești din Maramureș, Sighetu Marmației, România, Ed. Muzeul Maramureșului, 2002, București, Ed. Alcor Edimpex, 2011, ISBN: 9789730027396, OCLC 495345022.
- Documentar biobibliografic aniversar, Baia Mare, Ed. Eurotip, 2012, ISBN: 9789731748306, OCLC 895365926.
- Unirea Maramureșului cu Țara: mărturii documentare 1918-1919, Sighetul Marmației, Ed. Aska Graphica, 2008, ISBN: 9789730061017, OCLC 895465476.
- Evreii din Maramureș: Muzeul Culturii evreiești din Maramureș, Casa Memorială Elie Wiesel, Sighetul Marmației, Ed. Muzeul Maramureșului, 2006, ISBN: 9789730045451, OCLC 895479044.
- Ieudul Maramureșului și valorile sale: Casa muzeu Dunca Pâțu, Sighetul Marmației, 2010, ISSN 1582-8557, OCLC 895480900.
- Muzeul Satului Maramureșean: sectorul de instalații tehnice populare acționate de apă, Sighetul Marmației, Ed. Tipografia Aska Grafika, 2011, OCLC 895479583.

## Articole
- Cateva date despre neamul Coman de Moisei in istoria Maramuresului, OCLC 997465318,  publicat in Cultură și Civilizație Românească în Maramureș. Simpozionul de la Săliștea de Sus, 2015, Vol. VI, p. 214-232.

## Alte activități
- Fondator al publicațiilor Acta Musei Maramoresiensis (2002) și Tradiții și patrimoniu (2001) și al hebdomadarului Tribuna Marmației (24 dec. 1989 – 1991).
- Președinte al Asociației Folcloriștilor și Etnografilor din Județul Maramureș.
- Din anul 1997 a devenit membru de onoare al Asociației Europene a Muzeelor în Aer Liber, Elveția (ICOM-UNESCO).
- Membru fondator și Președinte al Asociației Naționale a Muzeelor în Aer Liber din România.
- Din anul 1990 Președinte al Asociațiunii pentru Cultura Poporului Român din Maramureș.
- cofondator al Le Centre Culturel Franco-Roumain (aprilie 1992);[6]
- Vicepreședinte al Ligii Naționale a Județelor Abuziv Desființate din România;[6]
- Membru în Consiliul Științific al Muzeului Național al Moldovei din Chișinău;[6]
- Membru în Consiliul Științific al Muzeului Național al Satului „Dimitrie Gusti” din București;[6]
- Membru în Consiliul Științific al Muzeului ASTRA din Sibiu;[6]
- Membru în Colegiul de redacție al revistei Memoria Etnologica;[6]
- Membru al Asociației Internaționale a Muzeelor din Agricultură;[6]
- Membru în Comisia Națională a Muzeelor;[6]
- Membru fondator al ASER (Asociația de Științe Etnologice din România);[6]

## Studii
- Școala pedagogică de aplicație din Sighetu Marmației (școala primară și clasele gimnaziale)
- Liceul „Dragoș Vodă” din Sighet, absolvindu-l în 1959.
- 1961 – Școala Tehnică Financiară Baia Mare, specialitatea contabil pentru finanțe;[6]
- 1972 – Facultatea de Filologie, specialitatea Limbă și literatură română a Universității „Babeș-Bolyai”, Cluj;[6]
- 1999 – Doctor în Filologie, specializarea Folclor, cu teza „Nașterea în tradiția populară maramureșeană”;[6]
- 2001 – Cercetător științific principal gr. I[6]

## Distincții și decorații
- Medalia Jubiliară a Universității din Freiburg, Germania.
- Premiul Patrimoniului Cultural Național „Gheorghe Focșa”, anul 2001.
- Premiul Patrimoniului Cultural Național „Tancred Bănățeanu”, anul 2002.
- Ordinul Meritul Cultural în gradul de „Mare Ofițer”, categoria H, „Cercetare științifică” (2004).[4]
- Titlul de „Cetățean de Onoare” al municipiului Sighetu Marmației.
- Titlul de „Cetățean de Onoare” al comunelor Bârsana și Bogdan Vodă.
- Medalia vizitei Papei Ioan Paul al II-lea (7–9 mai 1999).
- Medalia aniversară a Muzeului Etnografic al Transilvaniei (1922-1992);[6]
- Medalia aniversară a Muzeului Etnografic Reghin (1960-2010);[6]
- Medalia aniversară a Muzeului Viticulturii și Pomiculturii din Golești (1966-2006);[6]
- Medalia aniversară a Muzeului Județean Satu Mare = Szatmár Megyei Múzeum (1901-2001);[6]
- 1993 – Medalie aniversară acordată cu prilejul împlinirii a șase secole de la prima atestare documentară a Rădăuțiului, în al 75-lea an de la Unirea Bucovinei cu România; Fundatia Radauti;[6]
- 1995 – Placheta Camerei Deputaților, „pentru participarea activă la pregătirea, organizarea și desfășurarea lucrărilor celei de-a 91-a Conferințe a Uniunii Interparlamentare;[6]
- 2008 – Diplomă de excelență acordată de Uniunea Regională a Românilor din Transcarpatia „Dacia”, Ucraina, „pentru merite deosebite și contribuție la păstrarea identității noastre naționale”;[6]
- 2008 – Diplomă de onoare acordată de Consulatul General al României Cernăuți „pentru merite deosebite în dezvoltarea relațiilor bilaterale româno-ucrainene”;[6]
- 2011 – Diplomă de mulțumire acordată de Ministerul Educației, Cercetării, Tineretului și Sportului „pentru sprijinul acordat în desfășurarea activităților în cadrul Simpozionului și Concursului Național Obiceiuri și tradiții de Paște la români și la minoritățile naționale din România”;[6]
- 2011 – Diplomă de excelență acordată de Ministerul Culturii și Patrimoniului Național, „pentru activitatea științifică prestigioasă și pentru salvarea patrimoniului cultural național”;[6]
- 2012 – Diploma de onoare acordată de Academia de Științe Etnologice din România, „pentru contribuția semnificativă în domeniul etnologiei românești”.[6]

## Legături externe
- https://www.draculaisdead.com/about-the-book/read-an-excerpt-2/remembering-the-holocaust-at-elie-wiesels-home%5Bnefuncțională%5D
- http://www.graiul.ro/2019/09/20/oameni-de-seama-ai-maramuresului-prof-univ-dr-mihai-dancus-muzeograf-etnolog/
- Muzeului Maramureșan, IN MEMORIAM DR. MIHAI DĂNCUȘ, 31.07.2020
- https://www.directmm.ro/comunitate/cultura/in-memoriam-muzeograful-si-etnologul-mihai-dancus-fost-director-al-muzeului-maramuresean-s-a-stins-din-viata-biografia-sa-este-impresionanta/
- Scoala Doctorala a Universității Valahia din Târgoviște (IOSUD), Curriculum Vitae Mihai Dăncuș, www.scoaladoctorala.valahia.ro, accesat 02.08.2020, CV Mihai Dăncuș arhivat.